# Bengt Göransson
Bengt Gunnar Ingemar Göransson (ur. 25 lipca 1932 w Sztokholmie, zm. 16 czerwca 2021) – szwedzki polityk, poseł do Riksdagu, w latach 1982–1991 minister.

## Życiorys
Od 1951 studiował na uczelni Stockholms högskola. Pracował w organizacji turystycznej Reso, w latach 1971–1982 pełnił funkcję dyrektora zarządzającego Folkets Hus Riksorganisation, krajowego zrzeszenia domów ludowych. Był przewodniczącym zarządu ABF (zrzeszenia uczelnianego powiązanego z ruchem związkowym), a także działaczem szwedzkiego oddziału organizacji IOGT. Zaangażował się w działalność polityczną w ramach Szwedzkiej Socjaldemokratycznej Partii Robotniczej. W latach 1982–1991 wchodził w skład rządów, którymi kierowali Olof Palme i Ingvar Carlsson. Do 1989 był ministrem bez teki w resorcie edukacji, w którym odpowiadał za kulturę. Następnie do 1991 zajmował stanowisko ministra edukacji. Między 1985 a 1991 sprawował mandat posła do Riksdagu. Był też przewodniczącym organizacji Föreningen Norden.
W 2006 wyróżniony tytułem doktora honoris causa Uniwersytetu w Göteborgu.